# أليشا كلارك
أليشا كلارك (بالإنجليزية: Alysha Clark)‏ مواليد 7 يوليو 1987 في دنفر، هي لاعبة كرة سلة أمريكية. بدأت مسيرتها الاحترافية في سنة 2010. تم اختيارها من قبل فريق سان أنطونيو ستارز خلال الدرافت. تلعب مع سياتل ستورم في دوري الاتحاد الوطني لكرة السلة النسائية. وتحمل الرقم 32. لعبت مع سان أنطونيو ستارز وسياتل ستورم.

## روابط خارجية
- أليشا كلارك على موقع الاتحاد الدولي لكرة السلة (الإنجليزية)
- أليشا كلارك على موقع الاتحاد الوطني لكرة السلة النسائية (الإنجليزية)
- أليشا كلارك على موقع كرة السلة الأوروبية.كوم (الإنجليزية)
- أليشا كلارك على موقع كلية كرة السلة في سبورتس رفرنس.كوم (الإنجليزية)
- أليشا كلارك على موقع بروبوليرز (الإنجليزية)
- أليشا كلارك على موقع سبورتس رفرنس (الإنجليزية)